# Adam Lassamano
Adam Lassamano (thailändisch อาดัม ลัสสะมะนอ; * 10. Oktober 1997 in Chiangrai), auch als Paju bekannt, ist ein thailändischer Fußballspieler.

## Karriere
Adam Lassamano stand bis November 2020 beim Drittligisten Jalor City FC in Yala unter Vertrag. Wo er vorher gespielt hat, ist unbekannt. Mit dem Verein spielte er in der Southern Region der Liga. Anfang Dezember 2020 wechselte er zum ebenfalls in der Southern Region spielenden Songkhla FC. Am Ende der Saison feierte er mit dem Klub aus Songkhla die Meisterschaft der Region. In den Aufstiegsspielen zur zweiten Liga konnte man sich nicht durchsetzen. Nach der Saison verließ er den Verein und schloss sich im August 2021 dem Drittligisten Nakhon Si United FC an. Mit dem Klub wurde er am Ende der Saison Vizemeister der Southern Region. Bei den Aufstiegsspielen belegte man den dritten Platz und stieg somit in die zweite Liga auf. Nach dem Aufstieg verließ er den Verein und schloss sich die Hinserie 2022/23 dem südlichen Drittligisten Young Singh Hatyai United an. Nach der Hinserie wechselte er in die zweite Liga. Hier unterschrieb er einen Vertrag beim Raj-Pracha FC. Sein Zweitligadebüt für den Verein aus der Hauptstadt Bangkok gab Adam Lassamano am 8. Januar 2023 (18. Spieltag) im Heimspiel gegen den Nakhon Si United FC. Bei der 0:1-Heimniederlage wurde er in der 62. Spielminute für Somroeng Hanchiaw eingewechselt. Für den Hauptstadtverein absolvierte er 13 Ligaspiele. Im Sommer 2023 wechselte er zum Drittligisten Songkhla FC. Mit dem Klub spielte er in der Southern Region der Liga. Am Ende der Saison 2023/24 wurde er mit dem Klub aus Songkhla Meister der Region. In den Aufstiegsspielen zur zweiten Liga konnte man sich jedoch nicht durchsetzen. Im Sommer 2024 wurde er vom ebenfalls in der Southern Region spielenden FC Yala unter Vertrag genommen. Nach einer Spielzeit, in der er 22 Ligaspiele bestritt, wechselte er im Juli 2025 nach Pattani zum Zweitligaaufsteiger Pattani FC.

## Erfolge
Songkhla FC
- Thai League 3 – South: 2020/21
- Thai League 3 – South: 2023/24